# Calesia fuscicorpus
Calesia fuscicorpus är en fjärilsart som beskrevs av George Francis Hampson 1891. Calesia fuscicorpus ingår i släktet Calesia och familjen nattflyn. Inga underarter finns listade i Catalogue of Life.